# Tapulon

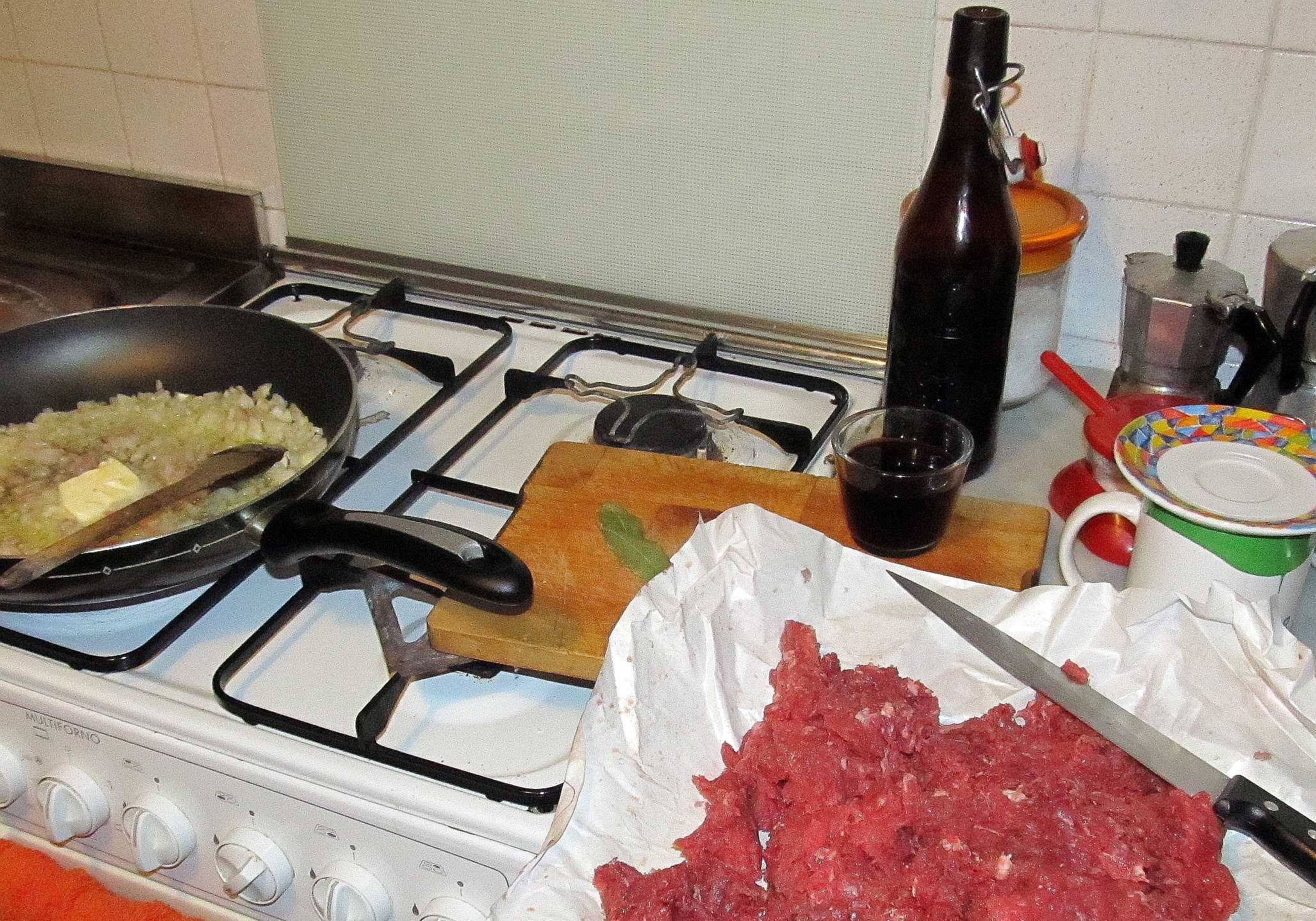
Il soffritto

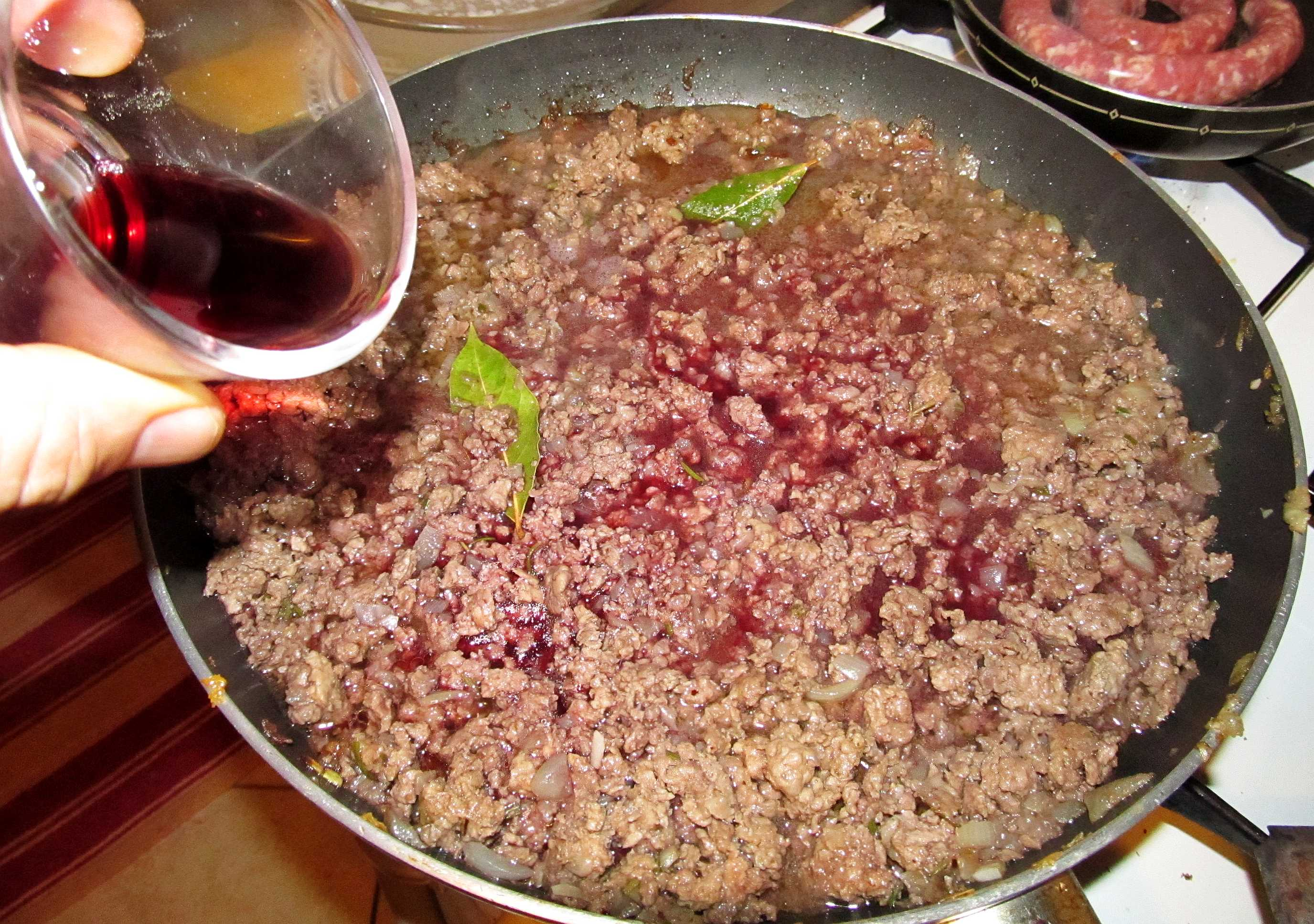
Aggiunta del vino

Il tapolòn (pronuncia piemontese: /tapuˈlɔŋ/) o tapulone è uno spezzatino finemente sminuzzato, tradizionalmente a base di carne di asino, piatto tipico di Borgomanero.

## Origine
Il nome della ricetta deriva da una variante locale del verbo piemontese ciapulè che significa tritare, affettare finemente, tagliuzzare.
Storicamente il piatto è legato all'utilizzo dell'asino come mezzo di trasporto, il quale, a fine carriera, nonostante la durezza delle carni, poteva ancora rappresentare una preziosa fonte di cibo per i propri padroni.

## Ingredienti
- polpa di asino tagliata finemente a coltello o tritata grossa;
- aglio e/o cipolla;
- olio e/o lardo;
- vino rosso;
- lauro e erbe aromatiche;
- sale e pepe;
- chiodi di garofano.

Oggi al posto di quella d'asino viene spesso utilizzata carne di vitellone o di cavallo.
A volte vengono anche aggiunti funghi, verza o sedano.

## Preparazione
Si soffrigge l'aglio e/o la cipolla con le erbe aromatiche a fuoco vivo nell'olio, con l'eventuale aggiunta di lardo. Quindi si aggiunge la carne con sale, pepe e chiodi di garofano, la si fa rosolare per qualche minuto a fuoco vivo. Si aggiunge il vino rosso abbassando il fuoco al minimo; dopo circa un'ora di cottura il piatto può essere servito.
La carne deve risultare morbida e il tutto deve essere sugoso.

## Abbinamenti
Viene di solito consumato come accompagnamento per la polenta o la purea di patate oppure spalmato su fette di pane abbrustolito.
Si abbina molto bene ai vini rossi piemontesi come la Barbera o i Nebbioli di Gattinara specialmente invecchiati o i rossi delle Coste della Sesia.